# Michael Matthes
Pour les articles homonymes, voir Matthes.
Michael Matthes, né le 26 février 1966 à Stuttgart en Allemagne, est un organiste français, concertiste international, titulaire du grand orgue de l'église Saint-Germain-l'Auxerrois à Paris, et professeur d'orgue au conservatoire à rayonnement départemental de Troyes.

## Biographie

### Formation
Michael Matthes commence son apprentissage musical par le piano, avec Nicole Delannoy, puis l’orgue, au conservatoire national de région de Rueil-Malmaison avec Marie-Claire Alain et Susan Landale.
En 1983, il entre au conservatoire national de région de Paris dans la classe d’Odile Pierre. Il recevra en outre des conseils de la part de Pierre Cochereau dans le domaine de l'improvisation.
Il étudiera l’analyse, l’harmonie, le contrepoint et la fugue avec Yvonne Desportes et Marcel Bitsch. Auprès de Pierre Labric, il étudiera les œuvres pour orgue de Jeanne Demessieux.
Il obtient plusieurs premiers prix, dont celui de Fondation George Cziffra en 1986, où il reçoit, des mains mêmes du pianiste, la médaille d'or en 1987. 
Au contact de Jean-Jacques Grünenwald, de Jean Langlais et d'Olivier Messiaen, sa passion pour la musique française du XXe siècle grandit au point d’orienter sa carrière.
Il dispense régulièrement des master-classes sur le XXe siècle, en France et à l'étranger.

## Décoration
- Chevalier de l'ordre des Arts et des Lettres (2007)

## Distinctions
- Élu Membre associé de la Société académique d'agriculture, des sciences, arts et belles-lettres du département de l'Aube (2017)
- Élu Membre résidant de la Société académique d'agriculture, des sciences, arts et belles-lettres du département de l'Aube (2022)

## Carrière
Sa carrière de concertiste international commence lorsqu'il termine ses études, et l'amène à participer à de prestigieux festivals (Villa Médicis à Rome, Radio-France, Saint-Bertrand-de-Comminges, Darmstadt) et représenter l’école française sur les scènes internationales (États-Unis, Russie, Hongrie, Turquie et Europe).
Dès 1987, il devient le plus jeune soliste de Radio-France et donne son premier récital à Notre-Dame de Paris.
En 1991, il interprète en première mondiale l’intégrale de l’œuvre pour orgue de Marcel Dupré en neuf concerts.
En tant que soliste, il joue et enregistre sous la baguette des plus grands chefs, avec l'Orchestre de Paris, l'Orchestre national de Lyon, l'Orchestre de l'Opéra Bastille et l'Orchestre Colonne.
Il est considéré aujourd'hui comme l'un des plus brillants représentants de la tradition de la grande école d’orgue française du XXe siècle fondée par Marcel Dupré.
Aujourd'hui, Michaël Matthes est organiste titulaire du grand orgue de l'église Saint-Germain-l'Auxerrois, à Paris.
Il est par ailleurs professeur PEA d'orgue et d'écriture au conservatoire à rayonnement départemental de Troyes.

## Discographie
Michael Matthes est l’auteur de nombreux enregistrements discographiques, dont :
- Poésie de l'orgue symphonique, à l'église Saint-Godard de Rouen et La Trinité de Fécamp (1990, Coriolan) ;
- Dupré, à Altenberg Dom (1991, MKI) ;
- Saint-Saëns, 3e Symphonie, avec l'Orchestre de l'Opéra Bastille Paris, dir. Myung-Whun Chung (1991, DG) ;
- Saint-Saëns, 3e Symphonie, avec l'Orchestre National de Lyon, dir. Emmanuel Krivine (1991, Denon) ;
- Allégresse, à Duisburg-Marxloh (1993, Prezioso) ;
- Noëls éternels, à Saintes, abbaye-aux-Dames, avec les Petits chanteurs de St-Charles d'Athis-Mons (1997, Studio SM) ;
- Trombones et orgue, à l'église Saint-Joseph du Bizet d'Armentières (1998, Éditions Passions) ;
- Messiaen/Schoonenbeek, à l'église Saint-Joseph du Bizet d'Armentières (1998, Diferencia) ;
- In extenso, à Lys-lez-Lannoy (1999, Éditions Passions) ;
- J. S. Bach : Six Sonates en trio, version orgue et flûte, chapelle de l'Institution libre de Marcq-en-Barœul (2000, Éditions Passions) ;
- G. F. Haendel : Intégrale des Sonates, version orgue et flûte (2000, Éditions Passions) ;
- G. P. Telemann : Florilège de Cinq Sonates, version orgue et flûte (2000, Éditions Passions) ;
- Hommages, à la Cathédrale de Tulle (2001, Éditions Passions) ;
- P. Cochereau, à l'église Saint-Étienne d'Auxerre (2002, Editions Passions) ;
- O. Messiaen, à la cathédrale de Troyes (2002, Editions Passions) ;
- J. S. Bach, à la cathédrale de Tulle (2009, Michael Matthes) ;
- XXe siècle, à la cathédrale de Tulle (2011, Michael Matthes) ;
- In recital at Tulle Cathedral (2011, Signum) ;
- Encores, à Amriswil Katholische Pfarrkirche St-Stefan (2013, Michael Matthes) ;
- Récital aux orgues Cavaillé-Coll de la collégiale Saint-Hippolyte de Poligny (Jura)